# Narni látképe
A Narni látképe (Vue à Narni) Jean-Baptiste Camille Corot francia festőművész tájképe.
Corot az akadémiai irányzatot követte, amikor a tájképeihez a szabadban készítette el az első vázlatokat, majd a műtermében kezdett neki a végső változat kidolgozásának. Így készült a Narni látképe is.
Corot 1826 szeptemberében Itáliában utazott, és az umbriai Narni település közelében megfestette a Nera folyó völgyét és az Augustus római császár uralkodása alatt épített híd, a Ponte Augusto romjait. A Híd Narninál című, 34 × 48 centiméteres kép ma Louvre gyűjteményének része. Ennek a képnek az alapján készült el a Narni látképe Corot párizsi műtermében 1827-ben.
A festmény megőrizte előtanulmányának  friss atmoszféráját és ragyogó fényeit. Jean-Baptiste Camille Corot ezzel az alkotásával mutatkozott be a párizsi Salon 1827-es tárlatán. Az alkotás 1939 óta az ottawai nemzeti képzőművészeti múzeum (National Gallery of Canada) gyűjteményének része.